# Liste der denkmalgeschützten Objekte in Bad Bleiberg
Die Liste der denkmalgeschützten Objekte in Bad Bleiberg enthält die 24 denkmalgeschützten, unbeweglichen Objekte der Gemeinde Bad Bleiberg.

## Denkmäler
| Foto |                 | Denkmal | Standort                                                        | Beschreibung | Metadaten |
| ---- | --------------- | --- | --------------------------------------------------------------- | --- | --- |
| ja   | Datei hochladen | Antonischacht mit Förderturm, Aufbereitungsanlage, Bergschmiede und Museum HERIS-ID: 46722 Objekt-ID: 48856       | Antoniweg 5, u. a. Standort KG: Bleiberg                        | Die Förderanlage wurde 1905 bis 1911 errichtet; 1966/67 wurden das Maschinenhaus sowie Werkstättengebäude mit der Bergschmiede umgebaut, 1969–1971 die Aufbereitungsanlage. Die Stilllegung erfolgte 1993/94. Der BBU-Rundofen, einer der letzten erhaltenen in Europa, wurde als Museumsobjekt in der Aufbereitungsanlage aufgestellt. | BDA-Hist.: Q38023226 Status: Bescheid Stand der BDA-Liste: 2025-06-30 Name: Antonischacht mit Förderturm, Aufbereitungsanlage, Bergschmiede und Museum GstNr.: .452/1 Antonischacht (Bad Bleiberg)               |
| ja   | Datei hochladen | Ehem. Gewerkenhaus Theresienhof HERIS-ID: 61726 Objekt-ID: 74195                                                  | Antonisiedlung 8 Standort KG: Bleiberg                          | Das ehemalige Gewerkenhaus Theresienhof wurde um 1800 errichtet. | BDA-Hist.: Q38097171 Status: Bescheid Stand der BDA-Liste: 2025-06-30 Name: Ehem. Gewerkenhaus Theresienhof GstNr.: .13/2 Theresienhof (Bad Bleiberg)                                                            |
| ja   | Datei hochladen | Gemeindeamt, ehem. Gewerkenhaus, ehem. BBU-Direktion HERIS-ID: 53444 Objekt-ID: 61407                             | Bartholomäusweg 2 Standort KG: Bleiberg                         | Das um 1800 als Wohnhaus der Gewerken Wodley und Baron Lang errichtete Haus diente von der Gründung der BBU von 1867 bis zur Schließung des Bergbaues 1993 als Direktionsgebäude und seitdem als Gemeindeamt. Die Fassade ist mit Plattendekor und Zopfstilornamentik ausgestattet. | BDA-Hist.: Q38057160 Status: § 2a Stand der BDA-Liste: 2025-06-30 Name: Gemeindeamt, ehem. Gewerkenhaus, ehem. BBU-Direktion GstNr.: .176 Gemeindeamt (Bad Bleiberg)                                             |
| ja   | Datei hochladen | Bartholomäuskapelle HERIS-ID: 64931 Objekt-ID: 77709                                                              | bei Bleiberger Straße 40 Standort KG: Bleiberg                  | Die barocke Bartholomäus-Kapelle wurde im 18. Jahrhundert in Erinnerung an kleine Kirche von Barthlmä erbaut. Diese stand 50 m südlich von der Kapelle und wurde 1570 von Knappen und Gewerken erbaut und 1648 von einer Lawine zerstört. Auf den Wandmalereien im Inneren sind Maria mit Kind und die Heiligen Barbara und Bartholomäus abgebildet. | BDA-Hist.: Q38108691 Status: § 2a Stand der BDA-Liste: 2025-06-30 Name: Bartholomäuskapelle GstNr.: 596/1 Bartholomäuskapelle (Bad Bleiberg)                                                                     |
| ja   | Datei hochladen | Lawinendenkmal HERIS-ID: 64932 Objekt-ID: 77710                                                                   | Bleiberger Straße, in der Nähe von Nr. 41 Standort KG: Bleiberg | Das Lawinendenkmal, ein obeliskartiger Brunnen mit den Namen der Todesopfer des Lawinenunglücks von 1879, wurde 1882 errichtet. | BDA-Hist.: Q38108699 Status: § 2a Stand der BDA-Liste: 2025-06-30 Name: Lawinendenkmal GstNr.: 1361/1 Lawinendenkmal (Bad Bleiberg)                                                                              |
| ja   | Datei hochladen | Flur-/Wegkapelle hl. Maria am Stein, Deutsche Kapelle HERIS-ID: 57638 Objekt-ID: 67879                            | bei Dobratsch-Gipfelweg 2 Standort KG: Bleiberg                 | Die einfache, kleine steinerne Kapelle wurde 1731 an Stelle eines hölzernen Vorgängerbaus aus dem 17. Jahrhundert errichtet (Altar bezeichnet 1690) und gilt als höchstgelegene alte Bergkirche in den Ostalpen. | BDA-Hist.: Q1203214 Status: § 2a Stand der BDA-Liste: 2025-06-30 Name: Flur-/Wegkapelle hl. Maria am Stein, Deutsche Kapelle GstNr.: .446 Deutsche Kapelle (Dobratsch)                                           |
| ja   | Datei hochladen | Alte Volksschule HERIS-ID: 35415 Objekt-ID: 34173                                                                 | Friedrichstollenweg 18 Standort KG: Bleiberg                    | Die Alte Volksschule wurde 1860 als Markscheiderei der Gewerkenfamilie Sorgo errichtet und war später im Besitz des Gewerken Paul Mühlbacher. Von 1878 bis 1972 diente das Gebäude als Volksschule. Das Erdgeschoß ist mit böhmischen Platzln gewölbt. Ein Raum wird von Gusseisensäulen und Kappen auf Traversen gestützt. | BDA-Hist.: Q37964058 Status: Bescheid Stand der BDA-Liste: 2025-06-30 Name: Alte Volksschule GstNr.: .225 Alte Volksschule (Bad Bleiberg)                                                                        |
| ja   | Datei hochladen | Ehem. Gewerkenhaus Dreyhann-Holenia oder Baronhaus, heute Café HERIS-ID: 61723 Objekt-ID: 74192                   | Holeniaweg 2 Standort KG: Bleiberg                              | Das um 1800 erbaute Haus war bis 1917 im Besitz der Gewerkenfamilie Holenia und des Barons Dreihahn-Holenia. | BDA-Hist.: Q38097154 Status: Bescheid Stand der BDA-Liste: 2025-06-30 Name: Ehem. Gewerkenhaus Dreyhann-Holenia oder Baronhaus, heute Café GstNr.: .177 Gewerkenhaus Dreyhann-Holenia (Bad Bleiberg)             |
| ja   | Datei hochladen | Porträtbüste des Gewerken Romuald Holenia HERIS-ID: 64934 Objekt-ID: 77712                                        | bei Holeniaweg 2 Standort KG: Bleiberg                          | Das 1894 von Jakob Wald geschaffene Denkmal ehrt Romuald Holenia (1817–1890) (nach Aufschrift am Denkmal „Romoald“), der ab 1870 der 1. Direktor der Bleiberger Bergwerks-Union war. | BDA-Hist.: Q38108708 Status: § 2a Stand der BDA-Liste: 2025-06-30 Name: Porträtbüste des Gewerken Romuald Holenia GstNr.: 590 Romuald-Holenia-Denkmal (Bad Bleiberg)                                             |
| ja   | Datei hochladen | Kath. Pfarrkirche hl. Florian HERIS-ID: 53443 Objekt-ID: 61406                                                    | Kirchgassl Standort KG: Bleiberg                                | Die barocke Kirche wurde vermutlich 1663 errichtet. Sie hat eine breite, giebelartige Westfassade und im südlichen Chorwinkel einen mächtigen dreigeschoßigen Turm. Im kreuzgratgewölbten Langhaus ist eine Holzempore; der rundbogige Triumphbogen ist eingezogen und herabgezogen. Die Einrichtung (Hauptaltar, Seitenaltäre, Kanzel) stammt aus dem 18. Jahrhundert; der Altar wurde 1972 verändert und im Erscheinungsbild den Seitenaltären angepasst. | BDA-Hist.: Q2318197 Status: § 2a Stand der BDA-Liste: 2025-06-30 Name: Kath. Pfarrkirche hl. Florian GstNr.: .289 Pfarrkirche Hl Florian (Bad Bleiberg)                                                          |
| ja   | Datei hochladen | Wohn- und Geschäftshaus, Knappenhaus HERIS-ID: 45525 Objekt-ID: 46890                                             | Mühlbacherweg 3 Standort KG: Bleiberg                           | Das Knappenhaus wurde 1938/39 nach Plänen von Walter Mayr unter Einbeziehung des ehemaligen Mühlbacher-Pferdestalles erbaut. Das gewölbte Erdgeschoß hat toskanische Säulen. Im Vestibül befinden sich Fresken von Switbert Lobisser mit Motiven aus dem Bergmannsleben. | BDA-Hist.: Q38016533 Status: Bescheid Stand der BDA-Liste: 2025-06-30 Name: Wohn- und Geschäftshaus, Knappenhaus GstNr.: .226/2, 586 Ehemaliges Knappenhaus (Bad Bleiberg)                                       |
| ja   | Datei hochladen | Gewerkenhaus Mühlbacher HERIS-ID: 35416 Objekt-ID: 34174                                                          | Mühlbacherweg 4 Standort KG: Bleiberg                           | Das spätbarocke Gewerkenhaus wurde von Franz Kilzer in der ersten Hälfte des 18. Jahrhunderts erbaut. Von 1805 bis 1949 war es im Besitz der Gewerkenfamilie Mühlbacher. Das Haus besitzt Eckpilaster, aufwendige Fensterumrahmungen, ein mit Metallbeschlägen und Gittern ornamentiertes Eingangstor (um 1780) sowie schmiedeeiserne klassizistische Fenstergitter. | BDA-Hist.: Q37964073 Status: Bescheid Stand der BDA-Liste: 2025-06-30 Name: Gewerkenhaus Mühlbacher GstNr.: .226/1 Gewerkenhaus Mühlbacher (Bad Bleiberg)                                                        |
| ja   | Datei hochladen | Evang. Pfarrkirche A.B. HERIS-ID: 53431 Objekt-ID: 61390                                                          | Oberer Kastlweg Standort KG: Bleiberg                           | Die Kirche mit großer Empore ist aus einem Bethaus von 1783 entstanden, das 1858 um einen Turm erweitert wurde. 1990 wurde innen die Mehrfarbigkeit der Bauzeit wiederhergestellt. Kanzel und Taufbecken stammen von Ende des 18. Jahrhunderts. | BDA-Hist.: Q1380998 Status: § 2a Stand der BDA-Liste: 2025-06-30 Name: Evang. Pfarrkirche A.B. GstNr.: .15 Evangelische Pfarrkirche (Bad Bleiberg)                                                               |
| ja   | Datei hochladen | Ehem. Gewerkenhaus, Perscha Wastl HERIS-ID: 46764 Objekt-ID: 48939                                                | Reginastollenweg 3 Standort KG: Bleiberg                        | In dem zweigeschoßigen Gewerkenhaus aus dem 16. Jahrhundert sind Kreuzgrat- und Tonnengewölbe sowie Stuckdecken. | BDA-Hist.: Q38023544 Status: Bescheid Stand der BDA-Liste: 2025-06-30 Name: Ehem. Gewerkenhaus, Perscha Wastl GstNr.: .209                                                                                       |
| ja   | Datei hochladen | Ehem. Aufbereitungsanlage „Bad Rudolf“ HERIS-ID: 68892 Objekt-ID: 81930                                           | Thermenweg 3 Standort KG: Bleiberg                              | Bad Rudolf wurde 1905/12 als Aufbereitungsanlage gebaut und 1938–1940 zu einem Mannschaftsbad umgestaltet und mit neuer Fassade versehen. Heute beherbergt es unter anderem den Kindergarten, der von der katholischen Kirche betrieben wird. | BDA-Hist.: Q38120898 Status: Bescheid Stand der BDA-Liste: 2025-06-30 Name: ehem. Aufbereitungsanlage, „Bad Rudolf“ GstNr.: 1434, 394/7                                                                          |
| ja   | Datei hochladen | Ehem. Förderanlage Rudolfschacht HERIS-ID: 39705 Objekt-ID: 39484                                                 | Thermenweg 8 Standort KG: Bleiberg                              | Der Rudolfsschacht ist eine 1869 erbaute und 1911 erweiterte 25 m hohe stillgelegte Förderanlage mit Anfahrtsgebäude, seltenem Fördergerüst und Maschinenhaus mit vollständig erhaltener technischer Einrichtung. | BDA-Hist.: Q37990673 Status: Bescheid Stand der BDA-Liste: 2025-06-30 Name: Ehem. Förderanlage Rudolfschacht GstNr.: 285, .82/3 Rudolfschacht (Bad Bleiberg)                                                     |
| ja   | Datei hochladen | Antonischacht mit Förderturm, Aufbereitungsanlage, Bergschmiede und Museum HERIS-ID: 68872 Objekt-ID: 81910       | bei Antoniweg 5 Standort KG: Kreuth                             | siehe KG Bleiberg | BDA-Hist.: Q38120861 Status: Bescheid Stand der BDA-Liste: 2025-06-30 Name: Antonischacht mit Förderturm, Aufbereitungsanlage, Bergschmiede und Museum GstNr.: 297/5, 297/3 Antonischacht (Bad Bleiberg)         |
| ja   | Datei hochladen | Bürgerhaus, Gelautzhaus HERIS-ID: 46352 Objekt-ID: 48241                                                          | Berggerichtsweg 12 Standort KG: Kreuth                          | Das Gelautzhaus stammt aus dem 16. Jahrhundert und wurde im 19. und im 20. Jahrhundert geringfügig adaptiert. Durch die Hanglage ist das Gebäude südseitig dreigeschoßig und nordseitig zweigeschoßig. An den Fassaden sind zum Teil die Putzstrukturen des 16. Jahrhunderts erhalten. Im ersten Obergeschoß der Westseite besitzt das Haus abgefaste Renaissancefenster mit Steckgitter aus dem 16. Jahrhundert. | BDA-Hist.: Q38020766 Status: Bescheid Stand der BDA-Liste: 2025-06-30 Name: Bürgerhaus, Gelautzhaus GstNr.: 46 Gelautzhaus                                                                                       |
| ja   | Datei hochladen | Antoni-Grubenhaus HERIS-ID: 61717 Objekt-ID: 74186                                                                | Bleiberger Straße 86 Standort KG: Kreuth                        | Das Antoni-Grubenhaus ist um 1800 entstanden. | BDA-Hist.: Q38097089 Status: Bescheid Stand der BDA-Liste: 2025-06-30 Name: Antoni-Grubenhaus GstNr.: 265 Antoni-Grubenhaus (Bad Bleiberg)                                                                       |
| ja   | Datei hochladen | Hüttenschafferhaus HERIS-ID: 61720 Objekt-ID: 74189                                                               | Bleiberger Straße 88 Standort KG: Kreuth                        | Das Hüttenschafferhaus wurde, als ehemaliges k.k. Bergamtsgebäude, um 1800 errichtet. Der „Hüttenschaffer“ verwaltete die Aufbereitungs- und Hüttengeschäfte. | BDA-Hist.: Q38097124 Status: Bescheid Stand der BDA-Liste: 2025-06-30 Name: Hüttenschafferhaus GstNr.: .54/2 Hüttenschafferhaus (Bad Bleiberg)                                                                   |
| ja   | Datei hochladen | Heinrichhütte, Schmelzhaus HERIS-ID: 57729 Objekt-ID: 68013                                                       | bei Bleiberger Straße 117 Standort KG: Kreuth                   | Die Heinrichhütte wurde zwischen 1780 und 1820 erbaut, in der ersten Hälfte des 19. Jahrhunderts erweitert und vor 1902 geschlossen. Der klassizistische Bau besteht aus einem langgestreckten, zweigeschoßigen Baukörper mit Satteldach und Querdach zum Giebel des siebenachsigen Mittelrisalites. Die einfache Fassade ohne jeden Dekor ist mit Rieselputz gestaltet. Die Tore mit Steingewänden aus roten Sandstein haben einen korbbogigen Sturz, Kämpfer, Schlussstein und Radabweiser. Die Heinrichhütte ist das letzte erhaltene Schmelzhaus in Bleiburg. | BDA-Hist.: Q38078184 Status: Bescheid Stand der BDA-Liste: 2025-06-30 Name: Heinrichhütte, Schmelzhaus GstNr.: 349/3 Heinrichhütte (Bad Bleiberg)                                                                |
| ja   | Datei hochladen | Kaiser-Franz-Leopold-Erbstollen mit Inschrifttafel HERIS-ID: 64938 Objekt-ID: 77716                               | bei Bleiberger Straße 151 Standort KG: Kreuth                   | Der Kaiser-Franz-Leopold-Erbstollen war von 1789 bis 1913 in Betrieb. Am Stollenmundloch ist eine Inschrifttafel von 1807 angebracht, die an die Einfahrt des Kaisers Franz I. in den Stollen erinnert. Am zweiten Mundloch in Töplitsch im Drautal befindet sich eine Gedenktafel mit den Jahreszahlen 1894–1910. | BDA-Hist.: Q38108716 Status: § 2a Stand der BDA-Liste: 2025-06-30 Name: Kaiser-Franz-Leopold-Erbstollen mit Inschrifttafel GstNr.: 1065                                                                          |
| ja   | Datei hochladen | Kath. Pfarrkirche hl. Heinrich und Friedhof HERIS-ID: 53426 Objekt-ID: 61385                                      | bei Kirchweg 19 Standort KG: Kreuth                             | Der eingezogene Chor und der massive Turm im nördlichen Chorwinkel wurden um 1400 errichtet; das netzrippengewölbte Langhaus um 1500. Westportal und Einrichtung (Hauptaltar, Seitenaltäre, Taufstein) sind neugotisch. | BDA-Hist.: Q1548744 Status: § 2a Stand der BDA-Liste: 2025-06-30 Name: Kath. Pfarrkirche hl. Heinrich und Friedhof GstNr.: .67, 282 Pfarrkirche Hl Heinrich (Bleiberg-Kreuth)                                    |
| ja   | Datei hochladen | Khevenhüller-Jagdschloss, ehem. Gewerkenhaus, Christobi-Haus oder Besiersky-Haus HERIS-ID: 35422 Objekt-ID: 34181 | Kirchweg 4 Standort KG: Kreuth                                  | Das Khevenhüller-Jagdschloss wurde von Graf Barthlmä Khevenhüller in der zweiten Hälfte des 16. Jahrhunderts erbaut und war später ein Gewerkenhaus. | BDA-Hist.: Q37964133 Status: Bescheid Stand der BDA-Liste: 2025-06-30 Name: Khevenhüller-Jagdschloss, ehem. Gewerkenhaus, Christobi-Haus oder Besiersky-Haus GstNr.: .60 Khevenhüller-Jagdschloss (Bad Bleiberg) |